# Mireille Knoll
Mireille Knoll (geboren als Mireille Ozana Kerbel am 28. Dezember 1932 in Paris; gestorben am 23. März 2018 ebenda) war eine französische Überlebende des Holocaust. Sie wurde als 85-Jährige in ihrer eigenen Wohnung Opfer eines Mordes mit antisemitischem Hintergrund. Es wurden Parallelen zum Mordfall Sarah Halimi vom April 2017 gezogen, bei dem weniger als ein Jahr zuvor eine andere Jüdin in Paris ebenfalls in ihrer Wohnung Opfer eines antisemitischen Mordes geworden war.

## Leben
Mireille Knolls Sohn teilte der Nachrichtenagentur AFP mit, seine Mutter sei als Zehnjährige im Juli 1942 nur knapp der Rafle du Vélodrome d’Hiver in Paris entkommen. Damals waren mehrere tausend jüdische Frauen, Männer und Kinder verhaftet, in der Radsporthalle Vélodrome d’Hiver eingesperrt und schließlich in Konzentrations- und Vernichtungslager im Osten deportiert worden. Mireille Knoll und ihre Mutter hätten Paris kurz zuvor verlassen. Laut der Washington Times entgingen die beiden der Razzia aufgrund des brasilianischen Reisepasses der Mutter. Mutter und Tochter flüchteten nach Portugal. Nach der Befreiung Frankreichs kehrten sie nach Paris zurück.
Knoll heiratete einen Auschwitz-Überlebenden. Das Paar zog nach Kanada und hatte zwei Söhne. Sie kehrten nach Paris zurück, wo ihr Ehemann im Stadtviertel Sentier im 2. Arrondissement eine Werkstatt für Regenmäntel aufbaute. Er starb in den frühen 2000er Jahren. Mireille Knoll lebte seither mit einer Krankenpflegerin und deren Tochter in einer Pariser Sozialwohnung im 11. Arrondissement. Sie litt in den letzten Jahren an der Parkinson-Krankheit und konnte ihre Wohnung nur mehr im Rollstuhl und in Begleitung ihrer Pflegekraft verlassen.
Mireille Knoll hatte mehrere Enkelkinder.

## Mordfall
Am 23. März 2018 alarmierte eine Nachbarin die Feuerwehr, weil es in Knolls Wohnung brannte. Mireille Knoll wurde gegen 19 Uhr tot auf ihrem Bett in ihrer ausgebrannten Wohnung aufgefunden; sie war mit elf Messerstichen ermordet worden. Es wurde festgestellt, dass an mehreren Stellen der Wohnung Feuer gelegt worden war. Die Regler der Kochfelder des Gasherdes waren aufgedreht, der zentrale Gashahn jedoch geschlossen geblieben, was möglicherweise eine Gasexplosion verhinderte.
Laut Medienberichten hatte Mireille Knoll vor ihrer Ermordung mehrfach bei der Polizei vorgesprochen und dabei von Morddrohungen eines Mannes aus ihrer Straße berichtet, der angekündigt habe, sie „zu verbrennen“.
Kurz nach dem Mord fasste die französische Polizei zwei Verdächtige, und zwar den 28-jährigen Sohn einer Wohnungsnachbarin, Yacine Mihoub, sowie einen 21-jährigen sozialen Außenseiter, Alex Carrimbacus. Gegen beide wurden Ermittlungen wegen vorsätzlicher Tötung (Homicide volontaire) eingeleitet; die Pariser Staatsanwaltschaft teilte mit, sie gehe von einem antisemitischen Motiv aus. Yacine Mihoub habe das Opfer schon viele Jahre gekannt und es oft besucht. Nach Angaben ihm nahestehender Personen sei er ein Einzelgänger, Alkoholiker und psychisch labil. So habe er bereits in der Vergangenheit gedroht, das Gebäude, in dem seine Mutter lebe, abzubrennen sowie das Geschäft, in dem sie gearbeitet und von dem sie entlassen worden sei, in die Luft zu sprengen. Zudem sei er bereits in die psychiatrische Betreuungsstation der Pariser Polizeipräfektur eingewiesen worden. Vor kurzem habe er eine mehrmonatige Haftstrafe wegen einer Sexualstraftat verbüßt, deren Opfer die 12-jährige Tochter von Mireille Knolls Haushälterin gewesen sei. Im September 2017 sei er aus dem Gefängnis entlassen worden. Den wegen Raubes polizeibekannten Alex Carrimbacus lernte er im Gefängnis kennen.
Am Tag der Tat begab sich Yacine Mihoub nach Angaben der Ermittlungsbehörden am Vormittag in die Wohnung von Mireille Knoll, als diese gerade Besuch von einer ihrer Schwiegertöchter hatte. Als am Nachmittag einer von Knolls Söhnen seine Mutter aufsuchte, war Mihoub noch zugegen und trank größere Mengen Portwein. Knolls Sohn blieb angesichts der ihn beunruhigenden Anwesenheit von Mihoub bis zur Ankunft einer Haushälterin. Mihoub habe daraufhin die Wohnung verlassen und sei zu seiner Mutter in demselben Gebäude gegangen. Einige Zeit später jedoch habe er sich wieder zu Knoll begeben und von dort aus Alex Carrimbacus angerufen. Dieser sei in Knolls Wohnung zu Mihoub gestoßen und habe dort ebenfalls getrunken.
Zum Tathergang waren die Angaben der beiden Verdächtigen widersprüchlich; in ihren Aussagen schoben sie die Verantwortung für das Verbrechen auf den jeweils anderen. Auch war das letztlich im Urteil bestätigte antisemitische Motiv der Tat in den Monaten nach der Tat noch nicht eindeutig geklärt.

## Einordnung
Von vielen Medien wurde der Kriminalfall in einen Zusammenhang mit einem zunehmenden muslimischen Antisemitismus in den vorangegangenen Jahren in Frankreich gebracht. Das Nachrichtenmagazin Spiegel Online verglich den Fall mit dem Mord an Sarah Halimi weniger als ein Jahr zuvor. In beiden Fällen wurden Jüdinnen in Paris in ihrer eigenen Wohnung Opfer brutaler Gewalt. Die Täter waren beide Male junge Muslime und kannten die Opfer seit Jahren. Doch während im Mordfall Halimi das antisemitische Motiv erst nach längerer Zeit öffentlich thematisiert wurde, auch um keinen Pauschalverdacht gegen muslimische Vorstadtjugendliche zu schüren und aus Angst, Argumente der rechtsextremen Partei Front National während des Präsidentschaftswahlkampfes 2017 zu übernehmen, berichteten im Fall Mireille Knoll sofort alle großen französischen Medien umfassend über die Hintergründe.
Die Tageszeitung Die Welt stellte den Fall in eine Reihe mit dem Mord an vier französischen Juden in einem koscheren Supermarkt durch einen Islamisten unmittelbar nach dem Anschlag auf Charlie Hebdo 2015. Die Süddeutsche Zeitung nannte den Fall die „jüngste Eskalation eines lange ignorierten Problems“. Juden müssten in bestimmten Stadtvierteln in Paris Angst haben, seit „Salafisten Nachbarn gegen Nachbarn hetzen“.

## Reaktionen
Noa Goldfarb, eine zur Tatzeit in Israel lebende Enkelin Knolls, schrieb nach dem Tod ihrer Großmutter: „Vor 20 Jahren habe ich Paris verlassen, weil ich wusste, dass ich dort keine Zukunft habe – weder ich noch das jüdische Volk.“ Sie habe sich aber nicht träumen lassen, „dass ich meine Angehörigen an einem Ort zurücklasse, an dem Terror und Grausamkeit zu einem so traurigen Ende führen würden“.
Der französische Präsident Emmanuel Macron äußerte sich via Twitter schockiert über das „entsetzliche Verbrechen“ und bekräftigte seine „absolute Entschlossenheit“, gegen Antisemitismus vorzugehen. Macron ging auch zu ihrem Begräbnis.
Am 28. März 2018 organisierte der Dachverband der jüdischen Organisationen CRIF einen Schweigemarsch in Paris. Die Politiker Jean-Luc Mélenchon und Marine Le Pen wurden von den Organisatoren als unerwünscht angesehen. Der Sohn des Opfers hingegen hieß alle bei diesem Zug willkommen. Die beiden genannten Politiker erschienen zum Gedenkmarsch, wurden jedoch ausgepfiffen und verließen in der Folge den Zug.
Der deutsche Autor und Kabarettist Oliver Polak widmete sein am 2. Oktober 2018 erschienenes Buch Gegen Judenhass der ermordeten Mireille Knoll.

## Prozess gegen die Täter
Am 13. Juli 2020 gaben die mit dem Fall befassten Untersuchungsrichter ihre Entscheidung zu den Anklagepunkten bekannt, deretwegen die Tatverdächtigen sich vor einem Geschworenengericht (Cour d’assises) würden verantworten müssen. Yacine Mihoub und Alex Carrimbacus wurden danach wegen vorsätzlicher Tötung (Homicide volontaire) angeklagt. Als verschärfende Umstände sahen die Untersuchungsrichter als gegeben an, dass die Tat an einer besonders schutzlosen Person und aufgrund von deren Religion verübt worden sei. Sie stuften die Tat damit als antisemitisch motiviert ein. Weiterhin lautete die Anklage auf schweren Diebstahl sowie Sachbeschädigung unter Gefährdung von Menschenleben. Auch gegen Yacine Mihoubs Mutter wurde Anklage erhoben, und zwar wegen der Vernichtung von Beweismitteln. Sie hatte nach Überzeugung der Ermittler nach der Tat das Messer gereinigt, mit dem Mireille Knoll erstochen worden war. Gegen die Einstufung der Tat als antisemitisch durch die Untersuchungsrichter legten sowohl Mihoub als auch Carrimbacus erfolglos Berufung ein.
Wenige Tage vor dem für den 26. Oktober 2021 anberaumten Beginn des Strafprozesses gegen die mutmaßlichen Täter gaben die Ermittlungsbehörden bekannt, seit November 2020 im Besitz der vermutlichen Tatwaffe, eines 32 cm langen Küchenmessers, zu sein; sie sei längere Zeit in der Wohnung des Bruders von Yacine Mihoub versteckt gewesen und von diesem und dessen Lebensgefährtin schließlich den Behörden ausgehändigt worden.
Am 10. November 2021 wurden die Urteile des erstinstanzlichen Prozesses vor dem Pariser Geschworenengericht verkündet:
Alex Carrimbacus wurde vom Vorwurf des Mordes freigesprochen, jedoch wegen schweren Diebstahls zu 15 Jahren Haft verurteilt. In die Bemessung des Urteils floss ausdrücklich Antisemitismus als Tatmotiv ein.
Yacine Mihoub wurde wegen Mordes zu einer lebenslangen Freiheitsstrafe mit einer Mindestverbüßungsdauer von 22 Jahren verurteilt. Dabei bestätigte das Gericht ausdrücklich das antisemitische Motiv der Tat. Dieses sowie die besondere Schutzbedürftigkeit des Opfers wurden als erschwerende Umstände gewertet. Yacine Mihoubs Mutter verurteilte das Gericht wegen des Vernichtens von Beweismitteln zu einer Freiheitsstrafe von drei Jahren, davon zwei auf Bewährung. Der genaue Tathergang hatte im Prozess nicht geklärt werden können. Die beiden Hauptangeklagten hatten sich bis zuletzt gegenseitig des Mordes beschuldigt. Auch waren keine materiellen Beweise zutage getreten, die hätten belegen können, welcher von beiden dem Opfer die Messerstiche zugefügt hatte. Die Geschworenen gelangten dennoch zu der Überzeugung, dass dies Yacine Mihoub gewesen sein müsse, und folgten hierin der Darstellung des Staatsanwalts. Der Verteidiger Mihoubs hatte vergeblich das Fehlen materieller Beweise und die schweren psychischen Probleme Mihoubs geltend gemacht, der bereits im Alter von 21 Jahren 25 Aufenthalte in der Psychiatrie absolviert hatte. Am 15. November teilte Yacine Mihoubs Strafverteidiger der Presse mit, dass sein Mandant Berufung gegen das Urteil eingelegt habe; dieser Einspruch wurde im Januar 2023 zurückgezogen, damit ist das Urteil rechtskräftig.